# Vallourec
Vallourec is een Frans multinationaal bedrijf met zetel in de Parijse voorstad Meudon.

## Activiteiten
Het produceert producten uit staal, in het bijzonder buizen, pijpleidingen en voertuigonderdelen. Vallourec levert hoofdzakelijk aan bedrijven in de energiesector, de petroleum- en gasindustrie en de petrochemie, waaronder buizen voor onshore- en offshore-boringen en voor de nucleaire industrie. Daarnaast ook buizen voor mechanische constructies zoals kranen en voor de bouw van bruggen, stadions en fabrieksgebouwen.
Vallourec heeft 35 fabrieken in 20 landen. De grootst afnemers zijn de olie- en gasindustrie en de petrochemische sector. In Noord-Amerika wordt ongeveer de helft van de omzet behaald en dit is de belangrijkste afzetregio. In 2023 werden producten geleverd waarin 1,5 miljoen ton staal was verwerkt.
Vallourec-aandelen worden verhandeld op de Euronext in Parijs, het aandeel maakt deel uit van diverse beursindices.

## Historiek
In 1930 gingen drie staalgieterijen in het noorden van Frankrijk een samenwerkingsverband aan onder de naam Vallourec. De gemeenten waar ze zich bevonden leverden de naam van de groep: Valenciennes, Louvroil en Recquignies. In 1957 ging de groep naar de beurs van Parijs.
In 1997 vormde Vallourec een joint venture met de Duitse Mannesmannröhren-Werke. Vallourec & Mannesmann Tubes (V&M Tubes) werd de wereldleider in naadloze stalen buizen. In 2005 werd Vallourec de enige aandeelhouder in V&M Tubes. Het aandelenbelang van 45% in handen van Mannesmannröhren-Werke werd gekocht voor 545 miljoen euro. Andere grote overnamen waren die van de Braziliaanse activiteiten van Mannesmann (hernoemd in V&M do Brasil) en het Amerikaanse North Star Steel (hernoemd in V&M Star).
In 2006 werden de eerste investeringen gedaan in de Chinese markt. Er kwam een dochteronderneming, Vallourec Changzhou Co., Ltd., voor de afwerking van naadloze buizen met een grote diameter. Verder werd VAM Changzhou Oil & Gas Premium Equipments opgericht. In 2011 werd een minderheidsbelang gekocht van 19,5% in Tianda Oil Pipe Company Limited (TOP) en al deze bedrijven richtten zich op de Chinese markt. In 2016 kreeg Vallourec de zeggenschap over TOP in handen.
In 2013 gingen alle dochterondernemingen, ook actief onder de bedrijfsnaam Vallourec & Mannesmann Tubes, uitsluitend verder onder de Vallourec naam.
In november 2021 maakte Vallourec bekend de activiteiten in Duitsland te willen verkopen. Het slaagde er niet in een koper te vinden voor deze verlieslatende activiteiten en in 2022 werden diverse vestigingen in dat land en nog enkele vestigingen in Frankrijk en het Verenigd Koninkrijk gesloten. Alleen in Duitsland gingen er 2400 banen verloren.
In maart 2024 maakte Arcelor Mittal bekend een aandelenbelang van 28% te kopen in Vallourec. De aandelen worden overgenomen van de private-equity investeerder Apollo Global Management. Voor 65 miljoen aandelen betaalt Arcelor Mittal 14,64 euro per stuk of zo'n een miljard euro in totaal.